# Islámský stát
Islámský stát (arabsky: الدولة الإسلامية‎, ad-Dawla al-ʾIslámíja) zkratka IS, užívány také zkratky Daiš či Daeš, do 29. června 2014 Islámský stát v Iráku a Levantě (arabsky  الدولة الإسلامية في العراق والشام‎), zkratka ISIL, případně „Islámský stát v Iráku a Sýrii“ (kde arabské Šām označuje Sýrii v zemském slova smyslu, na rozdíl od moderního státu; Šām je tedy nejpřesnější překládat jako Levanta), zkratka ISIS, je název radikální islamistické sunnitské teroristické organizace původem z Iráku, původně irácké odnože teroristické sítě Al-Káidy. 
V roce 2014 vyhlásili džihádisté (již odtržení od Al-Káidy) na dobytých území ve státech Irák a Sýrie samozvaný státní útvar zvaný Islámský stát, který poté nebyl mezinárodně uznán žádnou jinou zemí. Islamistické hnutí vyhlásilo toto území za chalífát, který si nárokuje náboženskou autoritu nad všemi muslimy na světě a usiluje o vládu nad všemi muslimy obývanými územími. Cílem bylo obnovit chalífát na územích Iráku a Levanty (dřívější geografické označení zahrnující Sýrii, Palestinu, Jordánsko a Libanon), či dalších zemí, které byly někdy v historii pod muslimskou vládou.
Islamistické teroristické hnutí je známé svou přísnou wahhábistickou/salafistickou interpretací islámu a islámského práva šaría a stalo se nechvalně známým svým brutálním násilím páchaným na obyvatelstvu. Krutým perzekucím ze strany organizace čelí především příslušníci neislámských náboženských menšin a také ší'itští muslimové. Původně bylo napojené na teroristickou organizaci Al-Káida, ale v čele s Abú Bakrem al-Bagdádím odepřelo Al-Káidě poslušnost, když její vůdce Ajman az-Zaváhirí nařídil, aby ISIL přenechal v Sýrii operace tamní odnoži Al-Káidy, frontě An-Nusrá, a zaměřil se na působení v Iráku.
Kvůli působení v syrské občanské válce se hnutí rozrostlo a zesílilo, podle některých komentátorů díky údajné podpoře syrského prezidenta Asada, podle některých díky podpoře USA, jelikož k Islámskému státu přeběhlo mnoho členů a bojovníků Svobodné syrské armády. Dne 31. prosince 2013 obsadil ISIL některé části iráckých měst Fallúdža a Ramádí. Islamisté ovládli velkou část západoirácké provincie Anbár a dne 3. ledna 2014 vyhlásili samostatný stát. Ten nebyl dosud mezinárodně nikým uznán, neměl vyřešené vztahy se svými sousedy, ani pevné hranice. Jeho vůdcem se stal Abú Bakr al-Bagdádí, jenž si přisvojil čestný islámský titul emíra. Dne 29. června 2014 byl vyhlášen v obsazených částech Sýrie a Iráku chalífát „Islámský stát“. Současně s tím začal Abú Bakr Bagdádí pod jménem Ibrahím užívat titulu chalífy.
Islámský stát se také dopouští využívání dětských vojáků.
Dne 23. března 2019 ztratil Islámský stát své poslední významné město, kterým byl Baghúz v Sýrii.
V květnu 2025 musely vládní jednotky podniknout tři velké razie proti bojovníkům islámského státu. Proběhlo také několik akcí, ke kterým se přihlásil Islámský stát.
Irák se snaží o návrat lidí, kteří byli uneseni do Sýrie.

## Historie

### Vznik Organizace pro monoteismus a džihád

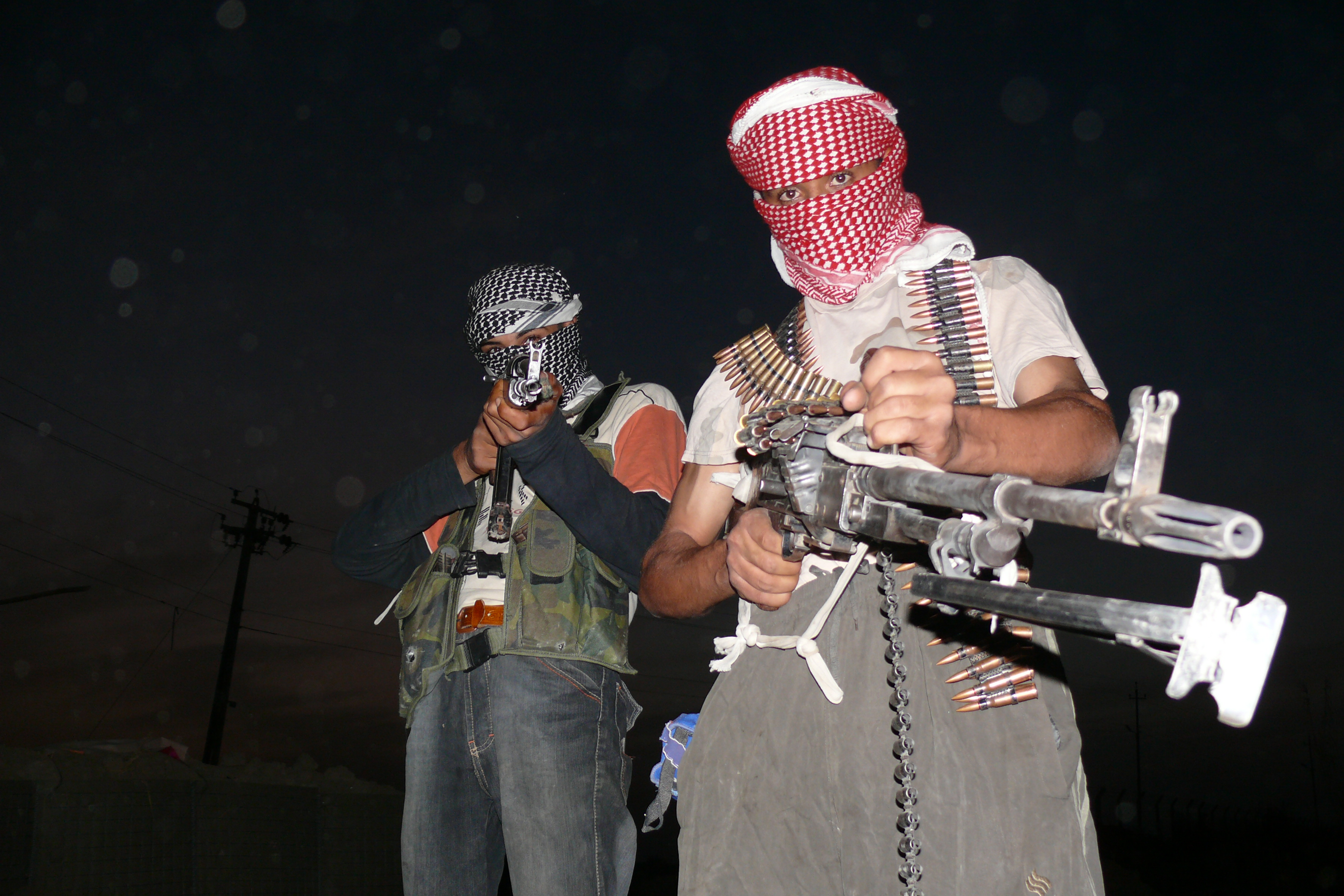
Islamističtí vzbouřenci v severním Iráku roku 2006

Skupinu založil v roce 1999 jordánský saláfistický džihádista Abú Musab az-Zarkáví pod názvem Jamāʻat al-Tawḥīd wa-al-Jihād (dosl. „Organizace monoteismu a džihádu“). V dopise, zveřejněném Koaličním prozatímním úřadem v únoru 2004, Zarkáví napsal, že džihádisté by měli použít bombové útoky k zahájení otevřené sektářské války, aby se sunnité z islámského světa mobilizovali proti atentátům prováděným ší'ity, konkrétně brigádou Badr, proti ba'athistům a sunnitům.

### Al-Káida v Iráku (2004–2006)

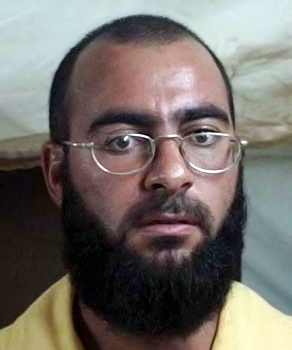
Fotografie budoucího „chalífy“ al-Bagdádího („Ibrahíma“) z amerického internačního tábora Bucca v Iráku, 2004

V letech 2004–2006 se organizace nazývala „Bilád ar-Ráfidín“, ale známa byla spíše pod názvem „Al-Káida v Iráku“. Jejím vůdcem byl známý terorista Abú Musab az-Zarkáví, který v 80. letech bojoval proti Sovětům v Afghánistánu, a který měl na svědomí stětí amerického rukojmí Nicka Berga a mnoho teroristických útoků proti iráckým a americkým cílům během války v Iráku.
Většina lidí ze současného vedení Islámského státu byla po americké invazi do Iráku v roce 2004 zadržována v americkém vězeňském táboře Bucca, kde se mnozí z nich radikalizovali a přidali k islamistům.

### Mudžáhidská rada šúry (2006)
Krátké období, kdy organizace působila v podobě menší povstalecké skupiny, později byla nahrazena Islámským státem v Iráku.

### Islámský stát v Iráku (2006–2013)

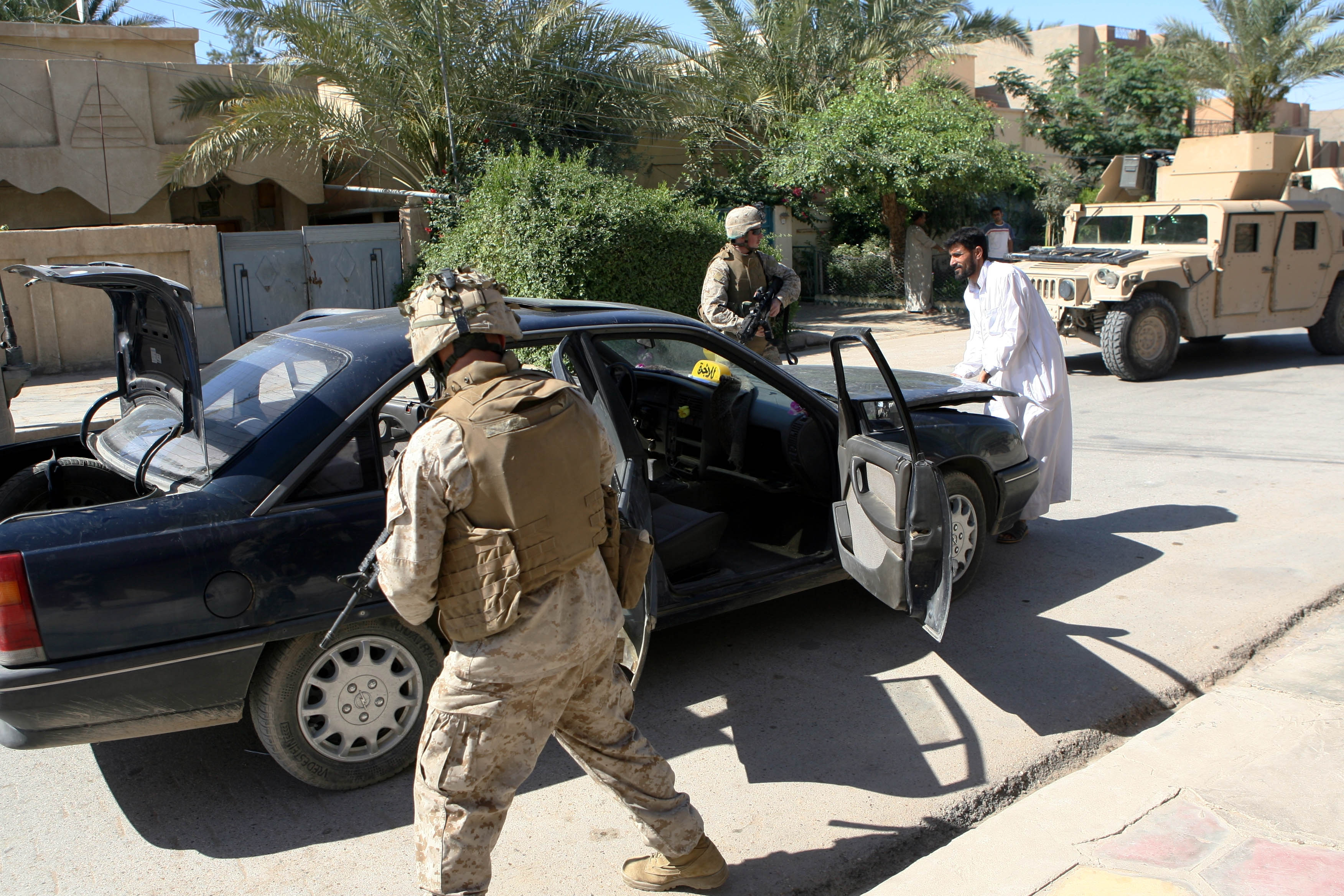
Američtí mariňáci v Ramádí v květnu roku 2009, kdy jej Islámský stát v Iráku vyhlásil za své hlavní město

Vyhlásit samostatný stát na území Iráku se islamisté snažili již dříve (naposledy v roce 2006 během války v Iráku), tj. „Islámský stát v Iráku“ („Dawlat al-'Irák al-Islamíja“). Tehdy měl zahrnovat provincie Bagdád, Anbár, Dijála, Kirkúk, Saladdín i Ninive, tedy oblasti, kde mají převahu vyznavači sunnitské větve islámu, k tomu patřily i části provincií Babylón a Wásit, kde mají převahu spíše ší'ité. Historie tohoto islamisty vyhlášeného „státu“ prakticky nikdy neskončila; Islámský stát v Iráku a Sýrii na něj kontinuálně navazuje, pouze s tím rozdílem, že nově vyhlášený stát by měl zahrnovat i Sýrii či jen její část. V roce 2011 byla ukončena okupace Iráku zahraničními vojsky a ozbrojenci z hnutí Islámský stát začali mimo jiné působit i v sousední Sýrii během občanské války. Zde získali východní část země.
Podle některých expertů, včetně bývalých poradců britského premiéra Blaira, ke vzniku Islámského státu přispěla invaze do Iráku v roce 2003. Bývalý americký ministr obrany a ředitel CIA Leon Panetta je toho názoru, že ke vzniku Islámského státu napomohlo stažení amerických vojsk z Iráku prezidentem Obamou v roce 2011, čímž se v Iráku vytvořilo „vakuum“, které bylo vyplněno islamisty.

### Islámský stát v Sýrii (2009)

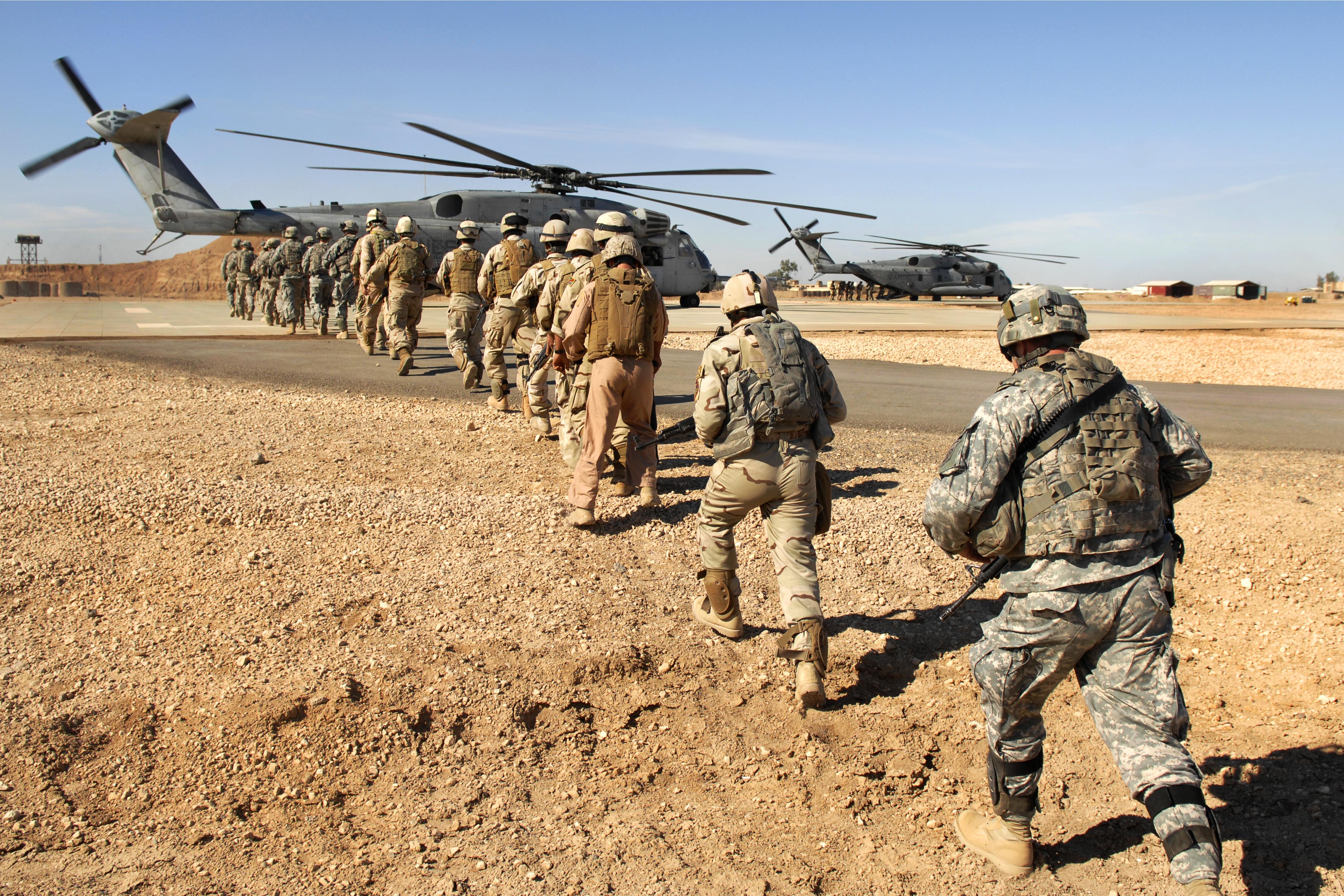
Vojenské cvičení americké armády poblíž Ramádí, listopad 2009

Někteří komentátoři viní režim prezidenta Asada ze vzestupu Islámského státu. Asad začal údajně spolupracovat se zástupci Islámského státu proti své opozici, před vypuknutím občanské války. Poté, co Islámský stát získal na síle, obrátil se proti režimu Asada, v rámci svých mocenských snah. Velká část bojovníků Islámského státu pochází z řad členů armády Saddáma Husajna. Britská stanice Sky News informovala o spolupráci mezi syrskou vládou a islamisty. Týká se předání vlády nad městem Palmýra nebo obchodu – například výměny ropy za hnojiva. Televize ale zároveň uvádí, že pravost kopií ručně psaných příkazů od vedení IS není možné spolehlivě doložit.
Někteří z jeho vzestupu viní USA, jelikož k Islámskému státu přeběhlo mnoho členů a bojovníků Svobodné syrské armády a dalších povstaleckých skupin, které od roku 2012 cvičila a vyzbrojovala americká CIA.

### Islámský stát v Iráku a Levantě (2013–2014)
Organizace ISIL vznikala postupně jako irácká odnož Al-Káidy, která operovala během války v Iráku (v letech 2003–2011), která skončila úspěšným svržením autoritářského režimu Saddáma Husajna, zemi však zachvátilo sektářské násilí. Již od začátku se islámští ozbrojenci z hnutí ISIL netajili odvážným plánem vytvořit na území Iráku ryze islámský stát, ve kterém by platily pouze islámské zákony. ISIL byl jednou z mnoha vojenských organizací, které vedly záškodnické a teroristické operace proti americkým okupačním silám a jejich spojencům. Na konci roku 2013 se ozbrojencům podařilo ovládnout i velkou část západoirácké provincie Anbár, kterou obývají především sunnité, a dne 3. ledna 2014 vyhlásili samostatný stát s centrem v irácké Fallúdži. Následovaly další boje s iráckou armádou, která usilovala o dobytí ztracených území Iráku.
Většina syrských milicí, bojujících v Sýrii proti vládě Bašára al-Asada – které jsou pravděpodobně účelově Syrskou vládou označovány jako teroristické, neméně účelově je však západní mocnosti nazývají opozičními silami, volíce jedni velmi nepěkná, druzí až přespříliš pěkná pojmenování –, tedy většina těchto milicí se od ISILu distancuje, dokonce s ISIL i bojují, nicméně je potřeba podotknout, že občanské nepokoje přispěly k tomu, že se ISIL rozšířil i na území Sýrie, také se k tomu sluší dodat, že ačkoliv členové milicí sice zastávají názor těchto skupin, mnoho jejich členů se přidalo na stranu ISIL.
ISIL pokračoval na dobytých území ve svém plánu zavést islámský stát s islámským právem ve prospěch muslimské větve sunnitů, přičemž následovaly tvrdé represe a teror, zejména proti náboženským menšinám, spojený s jejich vyhlazováním.
V září 2014 bylo v řadách Islámského státu 31 tisíc bojovníků, z toho bylo 3000 občanů evropských států. Podle některých odhadů Islámský stát získal v roce 2014 na daních a s pomocí vydírání 600 miliónů dolarů, 500 miliónů dolarů uloupil ze státních bank v Iráku po dobytí iráckých měst, 100 miliónů dolarů získal z prodeje ropy a 20 miliónů na výkupném z únosů.

### Vyhlášení nezávislého chalífátu
Vyhlášení nezávislosti islámského chalífátu předcházely nepokoje v západní irácké provincii Anbár (2013–2014). Vojenské střety na území provincie začaly 30. prosince 2013 poté, co irácké bezpečnostní síly zničily protestní tábor sunnitů v Ramádí. Kmenové milice vytlačily iráckou armádu z provincie Anbár, ta se musela stáhnout. Dne 3. ledna 2014 vyhlásili samostatný stát.

### Ofenziva v severním Iráku roku 2014
Organizace ISIL v sobotu 4. ledna 2014 oznámila, že zcela ovládla město Fallúdža, a pod kontrolou měla částečně také Ramádí, hlavní město provincie Anbár, jež leží u hranice se Sýrií a zabírá přibližně třetinu iráckého území. Cílem islamistů na dobytém území je vytvoření oblasti řízené islámskými zákony. O totéž usilují islámští radikálové i z druhé strany hranice – v Sýrii, kde bojují proti vládě tamního autoritářského prezidenta Bašára Asada. Ve městě Ramádí se ozývala střelba. Irácké ozbrojené síly plánovaly ztracené území dobýt zpět. Irácké vojsko ostřelovalo Fallúdžu za pomocí minometů, údajně 8 lidí zahynulo a 30 lidí bylo zraněno. Mezi mrtvými se údajně nacházeli i někteří kmenoví vůdci. Spojené státy americké a Írán jsou ochotny poskytnout Iráku zbraně a výzbroj, nikoli však vojáky. Ministr zahraničí John Kerry je přesvědčen, že Irák by se měl s islamisty na svém území vypořádat sám, bez cizího vojenského zásahu. USA mimo jiné zvažuje i nabídku pomoci s výcvikem iráckých speciálních jednotek. Jejich výcvik by s největší pravděpodobností mohl probíhat na území Jordánska.
V červnu 2014 dobyl ISIL velkou část severního Iráku, včetně několika hraničních přechodů. Dobyt byl dvoumilionový Mosul, který padl do rukou islamistům poté, co vládní jednotky dezertovaly. Islamisté také vykradli banky ve městě, čímž se stali nejbohatší teroristickou organizací na světě. Před postupujícím Islámským státem uprchlo z Mosulu na 500 000 lidí. Na konci června již radikálové stanuli před branami Bagdádu. Probíhaly také boje o strategickou rafinerii v Bajdží.
V průběhu roku 2014 si násilnosti v Iráku a Sýrii vyžádaly skoro 100 000 mrtvých. Nárůst počtu obětí souvisí s ofenzívou Islámského státu v severním Iráku a Sýrii.

### Islámský stát (od června 2014)
Dne 29. června 2014 byla organizace znovu přejmenována na Islámský stát, tentokrát však vyhlásila i obnovení islámského chalífátu. Její vůdce Abú Bakr al-Bagdádí prohlásil sám sebe za chalífu Ibráhíma.
Postup islamisté zastavili v Tikrítu, kde odrazili útok irácké armády, a namísto dalšího postupu se soustředili na boj s Kurdy. V srpnu 2014 dobyli město Sindžár obývané náboženskou menšinou jezídů poté, co se z něj kurdské milice pešmergů stáhly. Výsledkem byl exodus obyvatel z města, z nichž mnoho uvízlo na hoře Džabal Sindžár. Islamisté během útoku zabili nejméně 500 jezídů a některé i pohřbili zaživa, zajali také stovky žen, které drží jako otrokyně. Výsledkem rychlého postupu IS proti Kurdům byla americká intervence, americké letouny a drony podnikly několik náletů na pozice IS a shodily zásoby jezídským uprchlíkům uvízlým na Džabal Sindžáru.
Irácká armáda získala v červnu 2014 k boji proti Islámskému státu ruské bitevní stroje Su-25 a stíhací bombardéry Su-30.
V Islámském státě vznikla a rozvinula se funkční státní struktura. Na svém území vybírá daně, stará se o infrastrukturu, má vlastní soudy, úřady, dopravní policii i náboženskou policii Hisba. Státní zaměstnanci v místní správě, energetice, školství nebo zdravotnictví, kteří neuprchli, musí nyní pracovat pro Islámský stát. Řada místních sunnitů Islámský stát podporuje a je ochotna za něj bojovat. Křesťané nemusí konvertovat k islámu, pokud platí „daň z hlavy“ tzv. džizju, která vychází z koránu. Německý novinář Jürgen Todenhöferov napsal o Mosulu: „130 000 křesťanů bylo z města vyhnáno, šíitské obyvatelstvo uprchlo, mnoho lidí bylo zavražděno. Přesto však život ve městě i nadále funguje a mnoho lidí je paradoxně rádo za současný klid, který jim IS přinesl.“

### Islámský stát v Libyi
Od začátku roku 2014 působí v libyjském městě Derna ozbrojenci z řad Islámského státu, vyhlašující oddanost Abú Bakru al-Bagdádímu. Dne 5. října 2014 je město pod úplnou kontrolou Islámského státu v počtu 800 bojovníků. Islamisté označují tuto oblast jako provincii (tj. vilájet) Barka (což je arabský název pro Kyrenaiku).
Islámský stát údajně posílá své bojovníky do Evropy na člunech spolu s uprchlíky, jichž každoročně k břehům Itálie a Řecka připlouvají statisíce. Před infiltrací stoupenců Islámského státu mezi uprchlíky varovaly v květnu 2015 i vlády Libye a Egypta.

### Intervence Spojených států a spojenců

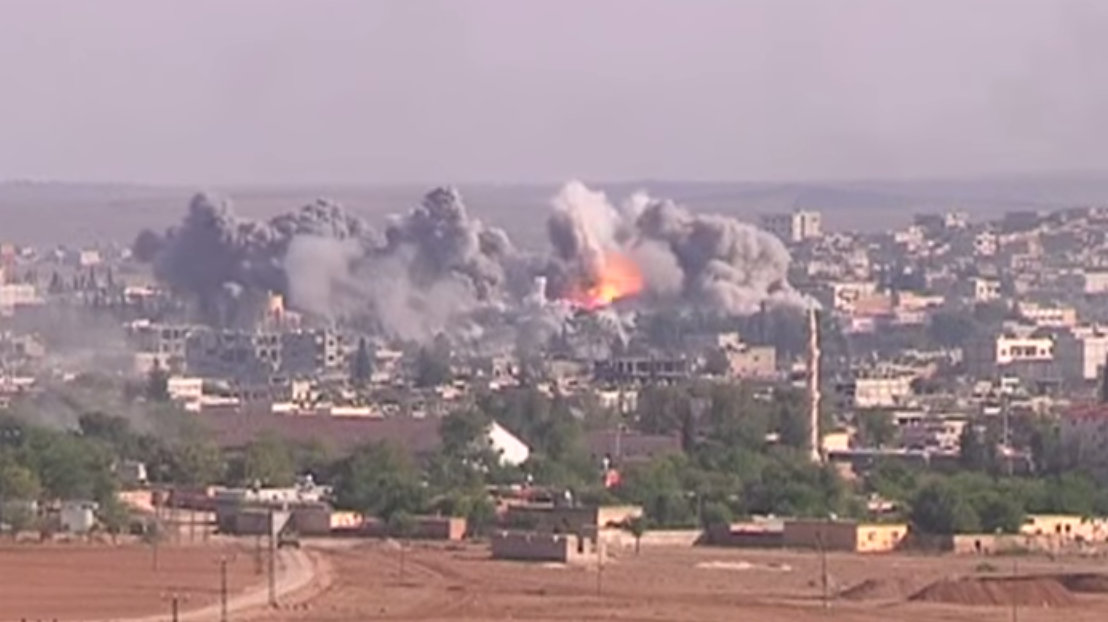
Letecké útoky na pozice Islámského státu ve městě Ajn al-Arab (Kobanî), sever Sýrie, říjen 2014

8. srpna 2014 americký prezident Barack Obama autorizoval letecké údery na pozice Islámského státu a humanitární pomoc jezídským uprchlíkům v pohoří Sindžár. Cílem úderů byla kromě prevence genocidy také ochrana amerických zájmů v Iráku. Vojenská operace byla později rozšířena kvůli ochraně irácké infrastruktury a letecké podpoře irácké armády. Po rozšíření úderů proti Islámskému státu, byly kurdské a irácké jednotky schopné zvrátit islámistický postup a znovu obsadit Mosulskou přehradu, která je největším vodním dílem v Iráku. Podle aktuálních zpráv se Islámský stát zmocnil přehrady u města Ramádí a zavřel stavidla na místní přehradě na řece Eufrat. Pokud by nechali řeku bez přítoku delší dobu, hrozila by humanitární krize obrovských rozměrů. Někteří experti ovšem tvrdí, že IS chce takto usnadnit operaci svých jednotek.
Dne 10. září americký prezident Barack Obama oznámil, že autorizoval letecké údery na pozice Islámského státu v Sýrii, pokud je schválí americký kongres. Zároveň oznámil, že navýší počet úderů v Iráku. 19. září provedlo francouzské letectvo nálet na muniční sklad Islámského státu. 22. září provedly ozbrojené síly USA, Bahrajnu, Jordánska, Kataru, Saúdské Arábie a Spojených arabských emirátů nálety na pozice Islámského státu v Sýrii.
K hnutí IS přeběhlo podle jeho vysoce postaveného velitele mnoho členů a bojovníků Svobodné syrské armády, největší protivládní síly v Sýrii, které od roku 2013 podle jeho slov cvičila a vyzbrojovala americká CIA k boji proti Asadovi. Svobodná syrská armáda jakožto skupina dlouhodobě bojuje proti ISIL a nelze věrohodně potvrdit, že by kdy došlo mezi nimi k uzavření spojenectví. Syrské povstalecké skupiny bývají často špatně organizované a né zcela táhnoucí za jeden provaz a je obtížné na jednání jednotlivců pozorovat, jaké smýšlení převládá ve velení a v nejpevnějším jádru té které skupiny.
Po atentátu na levicové prokurdské aktivisty ve městě Suruç na jihovýchodě Turecka v červenci 2015 podnikla turecká armáda letecké nálety na pozice Islámského státu v Sýrii, ale zároveň zaútočila i na pozice Kurdů, kteří proti Islámskému státu bojují.

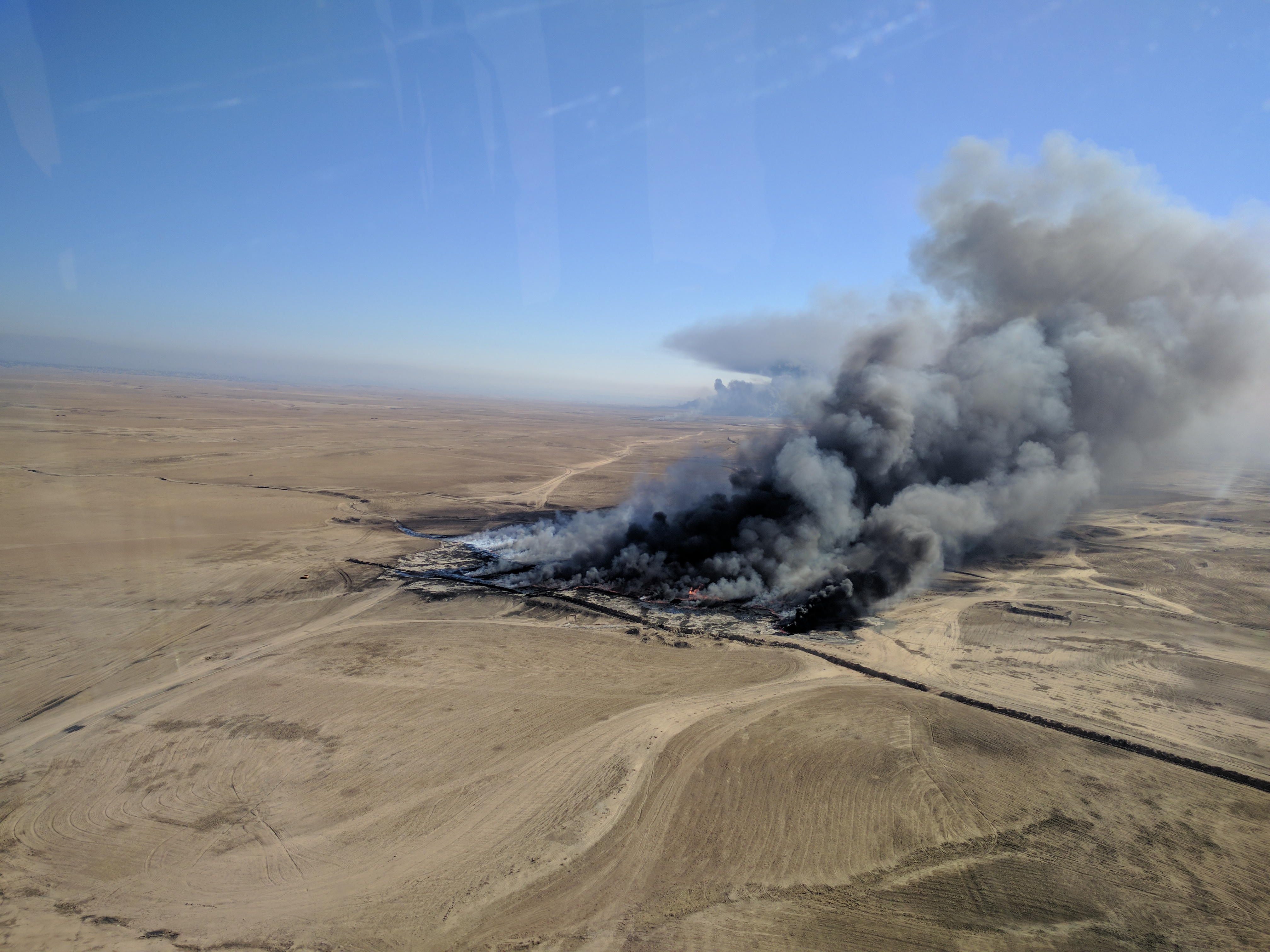
Hořící ropné pole u Mosulu, které zapálil Islámský stát při svém ústupu v roce 2016

Royal Air Force provedlo v jednom roce 1300 útoků proti Islámskému státu z toho 300 náletů. Cílem útoků byly mimo jiné kamiony, bunkry, zákopy či budovy Islámského státu.

### Dohoda s An-Nusrou
V listopadu 2014 uzavřeli představitelé Islámského státu a Fronty an-Nusrá, odnože Al-Káidy, dohodu o spolupráci. Obě organizace bojovaly doposud proti sobě. Frontu an-Nusrá podporují Saúdská Arábie a Katar, zajišťující zbraně a peníze dopravované do Sýrie přes turecké území.

### Islámský stát v Jemenu
Část stoupenců Al-Káidy v Jemenu a Ansar al-Šaría přešla v únoru 2015 k Islámskému státu. V březnu 2015 zahájila Saúdská Arábie s logistickou podporou Spojených států vojenskou intervenci v Jemenu proti Hútíům. Proti Hútíům podnikají útoky také Al-Káida a Islámský stát, který se přihlásil k březnovému útoku na šíitskou mešitu v Saná, při kterém zemřelo přes 140 lidí. Podle některých komentátorů z chaosu v Jemenu a z intervence Saúdské Arábie budou těžit především jemenské odnože Al-Káidy a Islámského státu.

### Ruská intervence

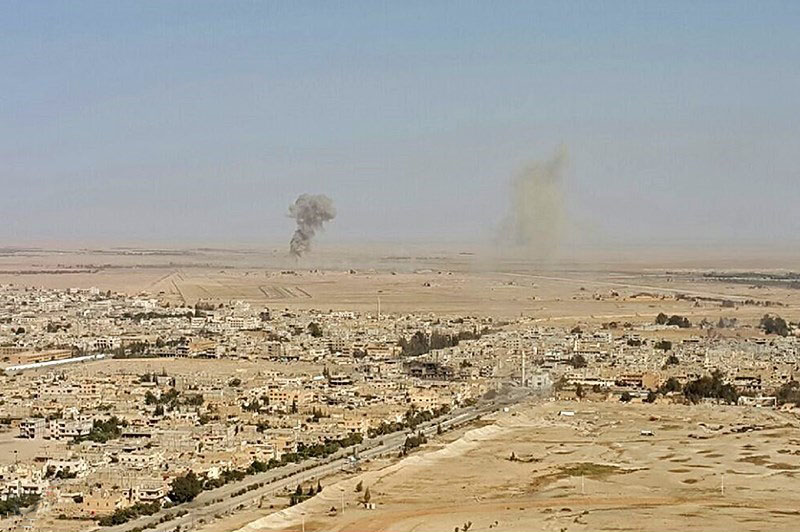
Osvobození Palmýry koalicí Ruska, Sýrie, Iráku a Íránu v březnu 2016

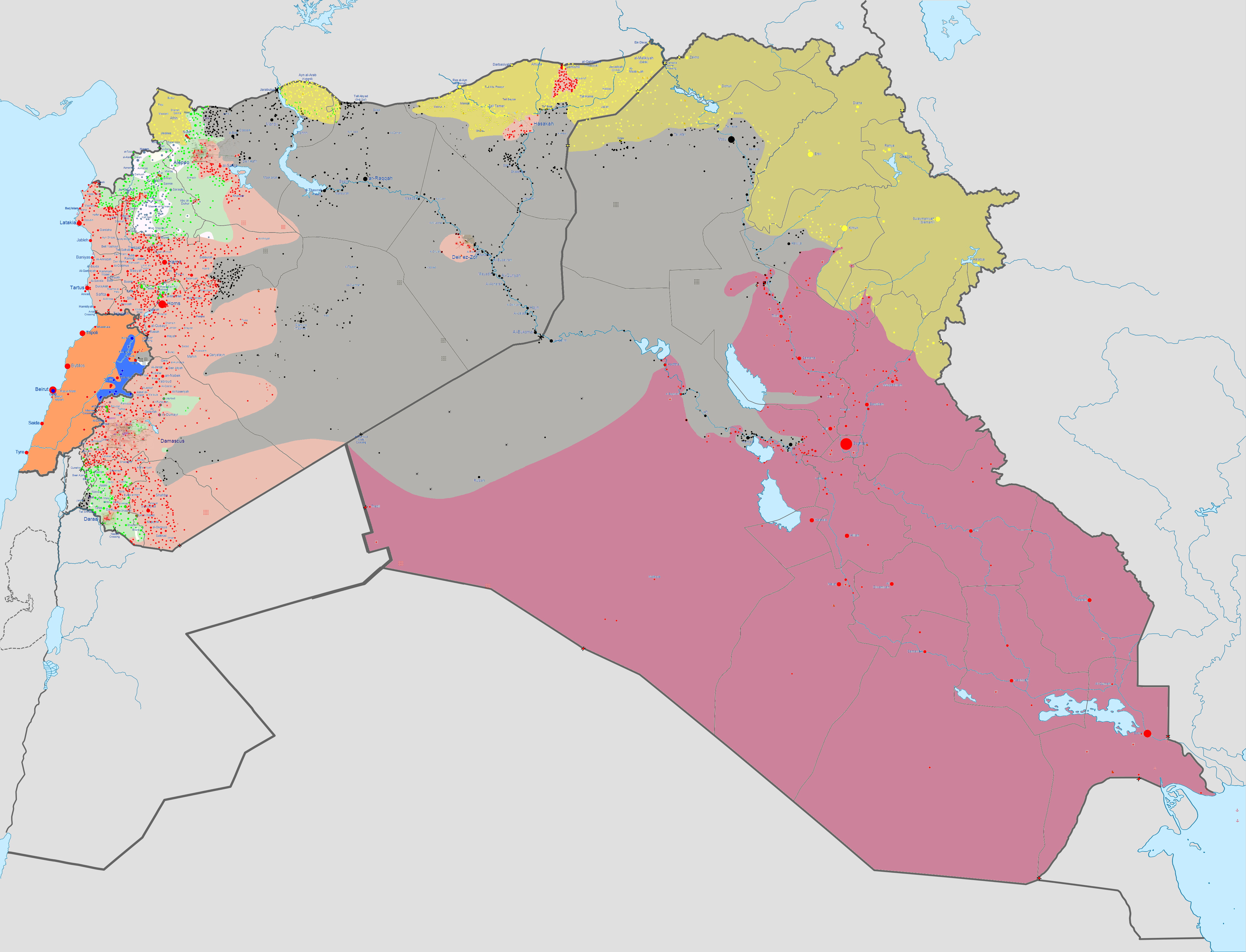
Mapa rozložení vojenských sil v červnu 2015 v Iráku a Sýrii (šedá barva – území pod kontrolou Islámského státu).

30. září 2015 zahájilo Rusko na žádost syrského prezidenta Bašára al-Asada intervenci v Syrské občanské válce, zahrnující letecké a raketové údery. Původně se sice zaměřovalo více na jiné povstalecké skupiny, jako jsou Svobodná syrská armáda a fronta an-Nusra, nicméně závažné škody působí i Islámskému státu. USA, Saúdská Arábie i Turecko se k ruským akcím staví odmítavě a odsuzují fakt, že Rusko útočí nejen na Islámský stát. Podle generála Pavla míří na Islámský stát jen asi 30 procent útoků Ruska. Po teroristických útocích v Paříži v listopadu 2015 začala s Ruskem více spolupracovat Francie.
Od roku 2017 spolupracovalo Rusko v boji proti IS s Tureckem.

### Úpadek IS

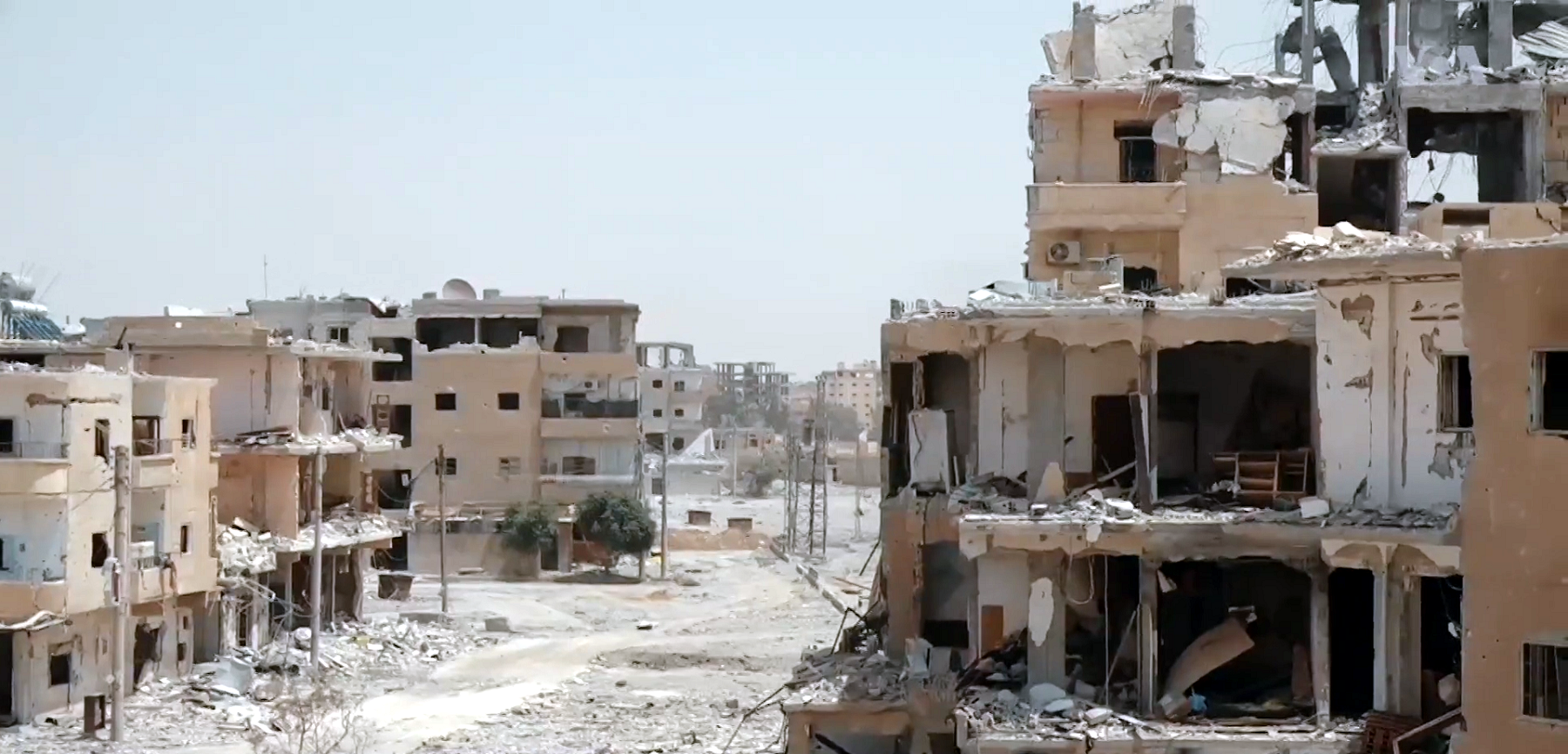
Zničená Rakka, hlavní město IS, v srpnu 2017

18. října 2016 zahájily irácká armáda a kurdské milice za mezinárodní letecké a logistické podpory ofenzivu na město Mosul na severu Iráku, největší město v držení Islámského státu. 18. ledna 2017 byla osvobozena jeho část na východ od řeky Eufrat. Západní část byla osvobozena v červenci 2017 dobytím starého města. Při bojích o Mosul zahynulo více než 10 tisíc lidí, podle některých odhadů mohlo v Mosulu zahynout až 40 tisíc civilistů a 700 000 obyvatel Mosulu přišlo o své domovy.
Koncem června 2017 kurdské a arabské jednotky podporované západem obklíčily Rakku, hlavní město samozvaného Islámského státu a v říjnu 2017 Rakku po dohodě o evakuaci některých zbývajících členů Islámského státu osvobodily. Devadesát procent města bylo zničeno při bojích o město a při náletech Američany vedené koalice. Při dělostřelecké palbě a náletech leteckých sil USA, Británie a Francie zahynulo v Rakce podle pozorovatelů přes tisíc civilistů.
Po dobytí Mosulu začalo zatýkání příbuzných džihádistů, které nyní irácká armáda sdružuje v uzavřených táborech. Na konci srpna 2017 osvobodila irácká armáda město Tal Afar. V tunelech pod městem vojáci našli i množství manželek islamistů, které pochází ze Západu, mezi nimi i 16letou německou studentku Lindu Wenzelovou. Ženy ze Západu bojují v konfliktu i na straně spojenců, Islámský stát na jejich dopadení vypsal milionové odměny.
V listopadu 2017 bylo osvobozeno město Rawa, poslední město v Iráku v držení Islámského státu, které ovládalo jen část pouště. Rovněž syrská armáda ovládla v listopadu 2017 s leteckou podporou Ruska město Dajr az-Zaur, které bylo posledním velkým městem v Sýrii a Iráku pod kontrolou Islámského státu. Dne 23. března 2019 ztratil Islámský stát své poslední významné město, kterým byl Baghúz v Sýrii. V říjnu 2019 byl zabit vůdce Islámského státu Abú Bakr al-Bagdádí, americké speciální komando ho zabilo v domě ve vesnici Bariša, nacházející se asi 25 km severně od města Idlib a 5 km od tureckých hranic.
Po ztrátě svých iráckých území přešla část bojovníků organizace do povstalecké skupiny Bílé vlajky, která je součástí teroristické skupiny Ansar al-Islám. V roce 2025 sídlilo vedení Islámského státu v severním Somálsku.

## Územní nároky Islámského státu

Mapa aktuálního rozložení vojenských sil v Iráku, Sýrii a Libanonu
Irácká republika
Syrská arabská republika
Libanonská republika
Syrská opozice
Syrský Kurdistán (Rojava)
Irácký Kurdistán
Syrská vláda spásy (an-Nusrá)
Islámský stát
Hizballáh
sporná území

Mapa aktuálního rozložení vojenských sil v Libyi
tripolská vláda (Vláda národní dohody)
tobrúcká vláda (Sněmovna reprezentantů)
Islámský stát
milice Tuarégů
lokální ozbrojenci

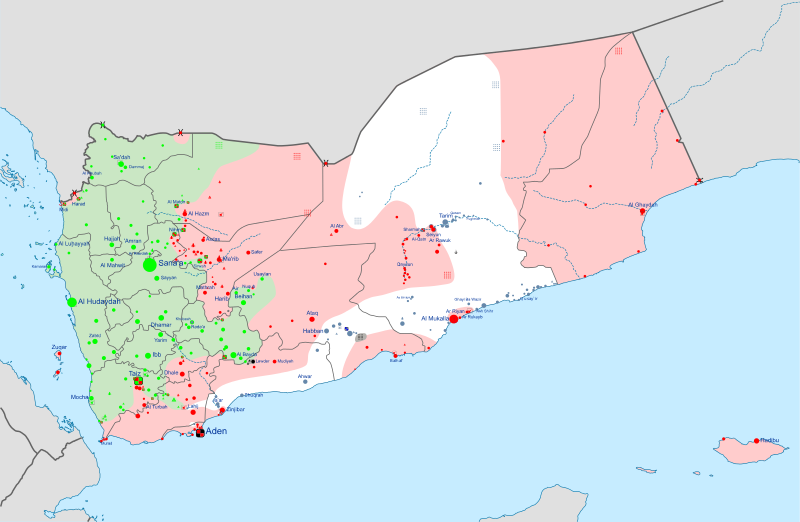
Mapa aktuálního rozložení vojenských sil v Jemenu:
Hútíové a stoupenci bývalého prezidenta Sáliha
stoupenci prezidenta Hádího
Al-Káida na Arabském poloostrově
Islámský stát

Organizace Islámský stát (IS) vznesla nárok na území v Sýrii, Iráku, Egyptě, Saúdské Arábii, Jemenu, Libyi a Alžírsku.
Na sociální síti Twitter byla v roce 2014 zveřejněna mapa, podle které chce islámský stát ovládnout severní Afriku, Blízký východ, Španělsko, Balkán, Krym, Kavkaz a část Indie. Pozdější verze mapy již zahrnovala i celou Indii, nicméně vytvoření a publikování jakýchkoliv variant této mapy včetně původní varianty přímo islámským státem bylo zpochybněno.

### Geografické dělení IS
- Islámský stát v Iráku a Levantě (Chalífát, Irák a Sýrie)

Velení Islámského státu užívá specifická geografická označení pro ta území, ve kterých organizace operuje, a označuje je termínem vilájet (arabsky ولاية- wilāyat, tj. ve smyslu provincie):
- Vilájet Barka (Libye, viz Občanská válka v Libyi)
- Vilájet al-Džazajr (zde IS zastupuje organizace Jund al-Chilafah – viz organizace spřízněné s Islámským státem)
- Chorásánský vilájet
- Vilájet Saná (Jemen, viz Občanská válka v Jemenu)
- Sinajský vilájet (Sinajský poloostrov)
- Vilájet Súdán al Gharbí (Boko Haram, Nigérie)

## Zločiny
Na území islámského chalífátu je údajně přísně dodržováno islámské právo šaría. Islámský stát zveřejnil videozáznamy, které ukazují ukřižování mladíků za krádež, ukamenování nevěrné ženy nebo svržení gayů z městské věže. Ženy obviněné z čarodějnictví byly sťaty. Podle Mezinárodního svazu muslimských učenců jsou ale některé kroky IS nekompatibilní s právem šaría. Podle svazu není zabíjení a mučení nevinných lidí, jehož se IS dopouští u svých odpůrců, nic než zločin. Islámský stát například také zveřejňuje natočená videa vražd svých odpůrců, které využívá pro zastrašování a k propagandě. Mnoho z nich provedl například britský občan Mohammed Emwazi známý jako Džihádista John.
Islámský stát se dopouští násilí na etnických a náboženských menšinách v Iráku a Sýrii, včetně Turkmenů, Kurdů, křesťanů či šíitů. Při útoku Islámského státu a jeho spojenců z řad syrské opozice na alavitské vesnice v syrské provincii Lakátija zahynulo v srpnu 2013 několik stovek civilistů. OSN vyhodnotila útoky Islámského státu na náboženskou menšinu jezídů jako pokus o genocidu. V severoiráckém městě Sindžár a jeho okolí přišlo o život až 5000 jezídů při masakrech a útěku okolo 150 000 jezídů před postupem Islámského státu v srpnu 2014, tisíce jezídských žen a dívek byly bojovníky Islámského státu znásilněny a odvlečeny do otroctví.
Islámský stát se dopustil mnoha dalších zločinů, například v červnu 2014 jeho bojovníci zavraždili 1700 zajatých šíitských iráckých kadetů u Tikrítu, v srpnu 2014 zavraždili 250 zajatých syrských vojáků po dobytí základny Tabka, v listopadu 2014 povraždili přes 630 příslušníků sunnitského arabského kmene Albu Nimr v irácké provincii Anbár jako odplatu za jeho podporu irácké vládě, v květnu 2015 povraždili 400 lidí po obsazení syrského města Palmýra, v lednu 2016 bylo zavražděno až 300 lidí při útoku na syrské město Dajr az-Zaur, a v červenci 2018 zahynulo při útocích na menšinu Drúzů v syrském městě Suvajda na 250 lidí. Od počátku roku 2014 zahynulo v Iráku v bojích s Islámským státem přes 15 000 civilistů.
Islámský stát se také dopouští kulturních zločinů, kdy otevřeně ničí starobylé památky s odůvodněním, že jde o pohanské modly, ke kterým se lidé modlí místo k Alláhovi. V muzeu v Mosulu tak jeho stoupenci zničili až tři tisíce let staré asyrské a akkadské sochy nevyčíslitelné hodnoty. Vypálili také zdejší knihovnu s 8000 vzácnými svazky a se vzácnými artefakty, univerzitní knihovnu nebo divadlo. V provincii Anbár také vypalují knihovny a zničili tak už 100 tisíc svazků. Část ale propašovali za hranice a prodali.

## Teroristické útoky
Islámský stát má na svědomí stovky teroristických útoků. V červnu 2015 se IS přihlásil k teroristickým útokům proti západním turistům v tuniském letovisku Súsa, dále k teroristickým útokům proti kurdským a levicovým aktivistům v tureckém Suruçu a v Ankaře, k sebevražedným atentátům proti šíitským civilistům v jemenském Saná, v libanonském Bejrútu a v iráckém Bagdádu. V říjnu 2015 se přihlásil k umístění bomby na palubu ruského airbusu zříceného na Sinaj v Egyptě a o měsíc později k teroristickým útokům v Paříži provedeným dne 13. listopadu 2015, které si vyžádaly 130 obětí a více než 350 zraněných. V lednu 2016 Islámský stát spáchal bombový útok v Istanbulu proti západním turistům a v březnu 2016 provedl teroristické útoky v Bruselu s několika desítkami obětí.
Islámský stát se přihlásil k útoku kamionem na vánočních trzích v Berlíně 19. prosince 2016, k sebevražednému bombovému útoku v Manchester Areně 22. května 2017, k teroristickým útokům v Katalánsku 17. srpna 2017 i k teroristickému útoku ve Vídni 2. listopadu 2020. Přiznal se také k útoku v ruském Krasnogorsku v březnu 2024, při kterém zahynulo nejméně 144 lidí.

## Dabiq
Islámský stát vydával kromě jiných tiskovin také anglicky psaný občasník Dabiq. Jeho první číslo vyšlo v létě roku 2014 během vyhlášení chalífátu v Iráku a Levantě. Vydání číslo 13 detailně pojednávalo o teroristech z pařížských útoků v listopadu 2015. Islámský stát přestal časopis vydávat poté, co Tureckem podporovaní rebelové dobyli severosyrské město Dábik, podle kterého byl časopis pojmenován.

## Seznam spojenců a oponentů

Vlajka IS a některých spřízněných skupin

Mezinárodní vlajka džihádu

| skupiny napojené na IS: - Boko Haram (Nigérie) - Abú Sajjáf (Filipíny, Malajsie) - Ansar al-Šaría (Libye) - Ansar al-Islám (Irák) - Ansar Bait al-Maqdis (Egypt) - Jundalláh (Pákistán) - Jund al-Chilafah (Alžírsko) - malé skupiny islamistů v Saúdské Arábii a Jemenu | spojenci IS: - Al-Káida v islámském Maghrebu (Maroko) - Fatah aš-Šám (Sýrie) - Jund al-Aksá (Sýrie) - Ansar al-Šaría (Tunisko) - Bangsamorští islámští bojovníci za svobodu (Filipíny) - Jemaah Islamiyah (Jihovýchodní Asie) - Islámské hnutí Uzbekistánu (Uzbekistán) - Jamáh Anšarut Tauhíd (Indonésie) - Mudžáhidská rada šúry v okolí Jeruzaléma (Pásmo Gazy) - Tahrík-e Tálibán-e Pákistán (Pákistán) |

| válka v Iráku (2003–2011): - Mnohonárodní síly (2004–2009) - Spojené státy americké (armáda USA–Irák) - Irák (irácké ozbrojené síly) - Synové Iráku - Mahdího armáda - Nakšbandíjský řád | povstání v Iráku (od 2011): - Irák (ozbrojené síly) - Mírové brigády - Kata'ib Hizballáh - Asa'ib Ahl al-Haq - Brigády Badr - Irácký Kurdistán - Irácká fronta Turkmenů - Írán (revoluční gardy) - Hizballáh - Nakšbandíjský řád | občanská válka v Sýrii (od 2011): - Sýrie ozbrojené síly - Baasistické brigády - Syrská opozice (Svobodná syrská armáda) - Islámská fronta - Fatah aš-Šám (Al-Káida) - Rojava (Syrský Kurdistán) - Libanon (ozbrojené síly) - Hizballáh - Turecko (ozbrojené síly) |

| 2. občanská válka v Libyi (od 2014): - Libye (ozbrojené síly) - Vláda národní dohody - vláda parlamentu v Tobruku válka v Afghánistánu (od 2001): - Afghánistán - Tálibán - Islámský emirát Afghánistán - Pákistán Sinajský poloostrov (od 2011): - Egypt (ozbrojené síly) - Izrael saúdskoarabské hranice: - Saúdská Arábie (ozbrojené síly) | občanská válka v Jemenu (od 2015): - Jemen - Saúdská Arábie - Al-Káida na Arabském poloostrově - Hútíové - Bahrajn - Katar - Omán - SAE nepokoje v Nigérii: - Nigérie - Čad - Benin - Kamerun | v Jihovýchodní Asii: - Indonésie - Malajsie - Myanmar (Barma) - Filipíny - Singapur - Thajsko ostatní: - Írán - Rusko - Liga arabských států - Fatah aš-Šám (Al-Káida) - Anonymous |

globální koalice proti IS:
| - NATO - GCC - Rusko - Austrálie - Nový Zéland - Irák - Egypt - Libanon - Singapur | - Evropská unie (podpora) - Gruzie (podpora) - Kosovo (podpora) - Somálsko (podpora) - Japonsko (podpora) - Jižní Korea (podpora) - Švýcarsko (podpora) | - Srbsko (podpora) - Černá Hora (podpora) - Bosna a Hercegovina (podpora) - Severní Makedonie (podpora) - Ukrajina (podpora) - Moldavsko (podpora) - Tchaj-wan (podpora) |